# オーベルジュときと
オーベルジュときと（英: Auberge TOKITO）は、東京都立川市にある旅館。
老舗料亭「無門庵（むもんあん）」の跡地に再現された。
第73期ALSOK杯王将戦七番勝負の第4局の会場。

## 概要
「オーベルジュ（仏: auberge）」は、フランス発祥の「宿泊設備を伴うレストラン」のことである。
2023年4月に開業。無門庵の跡地に建てられており、無門庵の門を正門に活用したり、無門庵の別館「たけくらべ」の蔵などが活用され、石庭なども無門庵の庭園を継承している。
プロデュース・総料理長は石井義典、総支配人・料理長は大河原謙治が務める（2023年時点）。
到着から出発までを料理のフルコースに例え、到着時に提供される飲み物やアミューズブーシュを料理長自らが運ぶなど、料理人が滞在中の「とき」をプロデュースする。

### 名称について
「ときと」は、「幸せな“とき”」を問い続けるという意志、「日本の象徴」ともされる鳥の鴇（とき）のように日本文化を世界に羽ばたかせ、鴇色が示す朝焼けや夕焼けが刻々と変化するように変化する時代に合わせて自らも変化できるチームであり続けるといったような複数の願いが込められている。

## 交通アクセス
- 東京都立川市錦町1丁目24番地26
  - JR立川駅よりタクシーで約10分または徒歩約15分（1.1km)
  - JR南武線・西国立駅より徒歩1分